# Into the Sun
Into the Sun är en amerikansk-japansk actionfilm från 2005 i regi av Mink med Steven Seagal i huvudrollen. Filmen var från början tänkt som en remake av Sydney Pollacks the Yakuza men Warner Brothers släppte inte rättigheterna till den så manuset omarbetades till Into the Sun. Filmen gick upp på bio i vissa länder, bland annat Japan, men på de flesta marknader gick den direkt till DVD.

## Handling
När guvernören i Tokyo blir mördad skickar CIA sin lokale agent Travis Hunter (Seagal) för att kolla upp det. Hunter finner sig själv i ett nät av korruption och lögner som leder honom till en galen ung yakuza-boss som försöker komma högre i hierarkin med hjälp av den kinesiska triaden. Hunter söker hjälp av en äldre, mer traditionsbundna yakuzan för att komma åt honom.

## Seagalism
- Seagal satsade mycket av sina egna pengar i produktionen av denna film. Han var delaktig i manus och fick in många referenser till sin uppväxt. En del scener i filmen spelades in där han bott och i närheten av den dojo där han tränade.
- Seagal fick även med 4 av sina låtar från sitt första album Songs from the Crystal Cave som han släppte 2005.
- Seagals karaktär Travis Hunter pratar i många scener flytande japanska, ett språk Seagal kan tack vare sin långvariga tid i landet, samt sitt intresse för Japan.

## Rollista (i urval)
- Steven Seagal - Travis Hunter
- Matthew Davis - Sean
- Takao Osawa - Kuroda
- Eddie George - Jones
- William Atherton - Agent Block
- Juliette Marquis - Jewel
- Ken Lo - Chen
- Kosuke Toyohara - Fudomyo-o
- Akira Terao - Matsuda
- Chiaki Kuriyama - Ayako
- Mac Yasuda - Governor of Tokyo